# 데도리가와 전투
데도리가와 전투(일본어: 手取川の戦い)는 일본 센고쿠 시대에 일어난 전투로, 덴쇼 5년 9월 23일(1577년 11월 3일)에 가가국 데도리강(手取川)에서 우에스기 겐신과 오다 노부나가 사이에 벌어진 전투이다.
기록이 적어서 실상이 불명확한 점에서 그 귀추(우에스기 군 대승)와 규모에 대해서는 논의가 분분한 역사이다.

## 경위
노토(能登) 나나오 성(七尾城)에서는 덴쇼 2년(1574년) 7월에 슈고(守護) 하타케야마 요시타카(畠山義隆)가 죽고 그의 어린 아들 하루오마루(春王丸)가 성주가 되었다.
덴쇼 4년(1576년), 에치고의 우에스기 겐신은 노토를 자신의 지배하에 두기 위하여 2만여의 군세를 이끌고 노토로 침공하였다. 이에 당시 노토를 지배하고 있던 노토 하타케야마 씨(能登畠山氏) 가문은 어린 당주를 대신해 중신 조 쓰구쓰라(長続連), 쓰나쓰라(綱連) 부자가 실권을 쥐고 있었으며, 쓰구쓰라 등의 중신들은 우에스기 겐신의 침공에 대하여 호쿠리쿠에서도 손꼽히는 견고함을 자랑하던 나나오 성에서 농성하기로 결정하였던 것이다.
덴쇼 5년(1577년) 간토에서 호조 우지마사(北条氏政)가 공세를 강화하였고, 간토의 여러 무장들로부터 구원 요청을 받은 겐신은 노토 공격을 그만두고 가스가야마 성(春日山城)으로 일시 물러났다. 그 해 5월에 하타케야마 씨에 의해 우에스기 군이 앞서 지난해에 빼앗았던 도미키(冨木) ・ 구마키(熊木) 두 성이 함락되었고, 7월 18일에는 조 쓰나쓰라가 아나미즈 성(穴水城)으로 쳐들어 오자 우에스기 가의 중신 노토 고야마 성(甲山城)의 히라코 이즈미(平子和泉)는 구쓰와다 히고(轡田肥後) ・ 도진 시키부(唐人式部)를 아나미즈 성 구원으로 내보냈으나, 이를 조 쓰라타쓰(長連龍)가 수군을 거느리고 맞아 싸워서 오토가자키 합전(乙ヶ崎合戦)에서 크게 승리한다. 구쓰와다 히고 ・ 도진 시키부 ・ 가타쿠라 젠고에몬(板倉伝右衛門, 훗날 다이세이지 성大聖寺城에서 전사하였다)은 배도 놓치고 헤엄쳐서 아나미즈 성으로 도망쳐 들어가야 했다고 한다. 조 쓰나쓰라는 다시금 아나미즈 성으로 공격해 왔고, 이에 겐신은 반격을 결의하여 윤7월 노토로 공격해 들어갔다. 이에 조 쓰나쓰라는 나나오 성으로 철수하였다.
한편 윤7월 23일, 오다 노부나가는 오슈(奥州)의 다테 데루무네(伊達輝宗) 및 그 가신(家臣) 엔도 모토노부(遠藤基信)에게 에치고의 혼쇼 시게나가(本庄繁長)와 모의하여 우에스기 겐신을 칠 것을 도모하게 하였다고 한다.
조 쓰구쓰라는 우에스기 군에 대항하기 위하여 백성과 조닌(町人)까지도 성 안에 수용하였는데, 갑작스런 인구 증가로 인한 분뇨 처리 능력이 한계에 달하였고, 전투로 미처 손을 쓰지 못하였다. 이에 성 안 여기저기에 분뇨가 방치되는 비위생적인 상태로 역병이 창궐하여, 어린 당주 하타케야마 하루오마루마저 전염병으로 숨지는 등, 하타케야마 군은 위기 상황에 몰리게 되었다.
이에 조 쓰구쓰라는 예전부터 연락을 취하고 있던 오다 노부나가에게 구원을 요청하기 위하여, 아들 조 쓰라타쓰(長連龍)를 사자로 삼아 노부나가의 거성 아즈치성(安土城)에 파견하였다. 노부나가로서도 겐신의 세력 확장을 저지할 필요성이 있었으므로, 그 자리에서 구원군 파견을 결정하여 중신 시바타 가쓰이에를 총대장으로 18,000여의 군세를 선발대로 보내고 노부나가 자신도 3만의 군세를 이끌고 출진하였다.
이때 노부나가가 보낸 원군은 시바타 가쓰이에(柴田勝家)를 총대장으로 하고 다키가와 가즈마스(滝川一益) ・ 하시바 히데요시(羽柴秀吉) ・ 단바 나가히데(丹羽長秀) ・ 사이토 도시하루(斎藤利治) ・ 우지이에 나오마사(氏家直昌) ・ 안도 모리나리(安藤守就) ・ 이나바 요시미치(稲葉良通) ・ 후와 미쓰하루(不破光治) ・ 마에다 도시이에(前田利家) ・ 삿사 나리마사(佐々成政) ・ 하라 나가요리(原長頼) ・ 가네모리 나가치카(金森長近) ・ 하세가와 히데카즈(長谷川秀一) ・ 도쿠야마 노리히데(徳山則秀) ・ 호리 히데마사(堀秀政) 및 와카사슈(若狭衆)에 의한 4만의 군세로 8월 8일에 홋코쿠(北国)를 향해 출진하였다고 한다.
그러나 오다 군이 도착하기도 전인 그해 9월 15일(10월 26일), 이전부터 쓰구쓰라가 실권을 잡은 것에 불만을 품고 있던 유사 쓰구미쓰(遊佐続光), 누쿠이 가게타카(温井景隆) 등 친 우에스기 파가 우에스기 군에 내응하여 모반을 일으켜, 쓰구쓰라를 비롯한 조 일족은 몰살당하고 나나오 성도 함락되었다.
나아가 우에스기 군세도 9월 17일 가가와 노토 사이에 위치한 스에모리 성(末森城)을 공략하고, 야마우라 구니키요(山浦国清)와 사이토 도모노부(斎藤朝信)를 배치하였다.

## 전투
시바타 가쓰이에가 이끄는 오다 군 선발대는 나나오 성 함락을 알지 못한 채 진군을 계속하였으나, 가게하시 강(梯川)・데도리강(手取川)을 넘어서 고마쓰 촌(小松村), 모토오리 촌(本折村), 아다카(阿多賀, 노미 군能美郡), 도가시 촌(富樫村, 이시카와 군石川郡)을 불태웠다. 그러나 그 도중에 미즈시마(水島, 가가 군加賀郡)에서 이전부터 가쓰이에와 사이가 좋지 않았던 하시바 히데요시가 의견 대립을 이유로 독단적으로 진영을 이탈하는 등 내부 통제가 흐트러져 있었다. 히데요시의 이러한 무단 군진 이탈은 노부나가의 역린을 건드렸고 오타 규이치(太田牛一)는 큰일이었다고 기술하고 있다.。
한편, 오다 군의 접근을 알게 된 겐신은 즉시 나나오 성에서 출진하여, 데도리강 부근에 있는 맛토 성(松任城)에 입성하였다. 이에 대하여, 가쓰이에는 전군이 데도리강 도하를 마쳤을 때에야 비로소 나나오 성 함락과 우에스기 군의 맛토 성 입성 소식을 알게 되었고, 즉시 철수를 명하였으나, 철수 도중에 겐신이 직접 이끄는 우에스기 군 8천의 추격을 받았다(9월 23일 밤). 도하에 신경을 써야 하는 사정도 있어 이렇다 할 반격도 하지 못한 오다군은 추격군에게 일방적으로 공격당하였다. 그 결과 오다 군은 나마즈에 사다토시(鯰江貞利)을 비롯한 1천여 명의 전사자를 냈고, 더욱이 데도리강의 불어난 물에 많은 병력이 익사하는 등 큰 피해를 입었다.
우에스기 겐신은 에치젠의 마루오카 성(丸岡城) 시모사카이 군(下坂井郡)으로 진출하였다고 한다. 9월 26일에는 나나오 성으로 돌아와 보청(普請)을 행하였다. 이때 성에 오른 겐신은 조망해 보니 소문에 들은 대로 명지이며, 가가 ・ 노토 ・ 엣추의 합치점이고, 요해는 바다와 일체가 되어 있고, 섬의 모습은 그림에 담을 수 없는 경치라고 적고 있다. 이어 오쿠노토(奥能登)의 마쓰나미 성(松波城)을 함락시키고 노토를 거의 평정하였다. 『満願寺所蔵松波義親肖像賛』에는 덴쇼 5년 9월 25일 노토 스즈 군(珠洲郡)의 마쓰나미 성의 무장 마쓰나미 요시치카(松波義親), 우에스기 겐신과 싸우다 전사하였다, 라는 기술이 있다.
10월 3일, 시바타 가쓰이에 등은 미유키즈카(御幸塚)의 성채에 사쿠마 모리마사(佐久間盛政), 다이세이지 성(大聖寺城)에 시바타 가쓰이에 자신의 군세를 남겨두고, 가가에서 돌아왔다.
10월 25일에 겐신은 노토 각 성에 아지사카 나가자네(鰺坂長実) ・ 유사 모리미쓰(遊佐盛光) 등의 연서(連署)로 13개 조의 제찰(制札)을 내걸었다. 대략 아지사카 나가자네를 나나오 성, 유사 모리미쓰와 노토 하타케야마 씨(能登畠山氏) 출신으로 겐신의 양자가 되어 우에스기 일문의 가미조 가(上条家)를 이은 가미조 마사시게(上条政繁)를 노토에 배치하고, 엣추 마스야마(越中増山)에는 요시에 가게스케(吉江景資)를 들인다는 것이었다. 겐신은 노토 스즈 군내 등지의 지행(知行)을 행한다거나, 노토 안의 지행을 파악하고 정리를 행한다는 것 등이었다.

## 영향
이 합전을 읊은 「上杉に逢うては織田も手取川 はねる謙信逃げるとぶ長(노부나가)」라는 라쿠슈(落首)가 남아 있다. 「はねる」「とぶ」라는 말이 세를 타고 추격하는 우에스기 군세와 나는 듯이 도망쳐 돌아가는 오다 군세의 모습을 표현하고 있다. 또한 이 라쿠슈에는 노부나가가 그 자리에 있었던 것처럼 기록하고 있지만, 실제로는 이 합전에 노부나가는 가세하지 않았다.
대국적으로는 이 상황을 틈타 마쓰나가 히사히데(松永久秀)가 시기 산성(信貴山城)에서 노부나가에게 반기를 들었다(시기 산성 전투). 다케다 신겐(武田信玄) 사후, 거의 와해되어 있던 노부나가 포위망도 겐신의 죽음까지 일시적으로 기세를 올렸다.
또한 덴쇼 5년 10월에 들어서도 에치젠국(越前国)에서 우에스기 세에 대한 잇코잇키(一向一揆) 무리와 오다 세력과의 싸움이 있었다는 것이 지적되고 있어, 우에스기 세력이 가가 남부에서 에치젠까지 그 세력을 뻗친 것으로 추정되고 있다.
오다군의 시바타 가쓰이에 등 유력 무장은 모두 무사하였으나, 이 패전의 결과로 노부나가는 겐신의 존재를 두려워하게 되었다고 전해진다.
이 승리로 노토에서 가가국의 대부분을 지배하에 두고 오다 가문과의 경합에서 우위를 점하게 된 겐신은 대동원령을 발하여, 다음해 3월에는 대규모 원정을 개시하려고 하였다. (원정 목표에서는 두 가지 설이 존재한다. 1.노부나가 타도와 상락을 위한 긴키 출병. 2.호쿠리쿠에서 우위를 확보하여 여유가 생겼으므로 후방 걱정 없이 간토로 출진하여 호조 우지마자를 정벌하기 위한 간토 출병. 근년에는 간토 출병 설이 유력하게 여겨지고 있다.) 그러나, 그 직전에 겐신이 병사하여, 원정은 실현되지 않았다.
야다(矢田)의 저서 『우에스기 겐신』(上杉謙信)에 기재된 바에 따르면 덴쇼 6년(1578년) 1월 9일에 겐신은 가즈사(下総)의 유우키 하루토모(結城晴朝)로부터 재삼 월산(越山) 요청과, 노토 ・ 엣추 ・ 가가와 에치젠 절반까지 우에스기 측에 속하였으므로 간토(関東)로 출진하라고 재촉받았다. 이 재촉은 엣추로까지 이르러, 엣추에서 우오쓰(魚津)의 성주 대리(城代) 가와타 나가치카(川田長親)와 마스다 성(増山城) 성주 대리 요시에 나가스케(吉江長資)에서 고지마 모토시게(小島職鎮)를 비롯한 영주 ・ 고쿠슈(国衆) 층까지 걸쳐 있었다는 것이 된다.
또한 덴쇼 5년 12월 23일자로 겐신은 『동원명부』(動員名簿, 역대고안)라 불리는 문서를 작성하였는데, 여기에 가가슈(加賀衆) 후지마루 신스케(藤丸新介, 가쓰토시勝俊)의 이름이 있는 점, 『나카조 가 문서』(中条家文書)에서 시바타 가쓰이에에 의한 우오쓰 성(魚津城) 공격 때에 와카바야시 구로사에몬(若林九郎左衛門) 등 가가슈가 우오쓰 농성전에서 분전하였다는 점 등에서 이 시기에 우에스기 측이 노토 ・ 가가를 장악하였고 고쿠진(国人) ・ 잇키슈(一揆衆)를 피관화하였음이 확인되고 있다.
한편 가가의 도미즈카 장(富塚荘)을 다스리던 시바야마 씨(柴山氏)가 뒤에 미조구치 히데카쓰(溝口秀勝)에 속하여 에치고(越後) ・ 시바타(新発田)에 따랐다고 하여 가가의 국시(国侍) 가운데서도 오다를 따르는 자가 있었음을 알 수 있는데 덴쇼 6년 4월 23일 『고묘지 문서』(光明寺文書)에 깃카와 모토하루(吉川元春), 고바야카와 다카카게(小早川隆景), 가가 잇코잇키(加賀一向一揆)에 우에스기 겐신과 함께 노부나가에 저항할 것을 권했다, 고 기술이 보인다.

## 전쟁의 규모에 관한 의론
데도리강 전투에 대한 기록이 적어서 그 실상은 명확하게 알 수 없고, 그 귀추(우에스기 군의 대승)나 규모에 대해서는 의론이 있다.
『신장공기』(信長公記)에는 「시바타 가쓰이에 등의 출진의 기술 및 하시바 히데요시의 전선 이탈」(柴田勝家等の出陣の記述及び羽柴秀吉の戦線離脱)이라는 기술은 있지만 합전의 기술은 없고, 『초케 가후』(長家家譜)에서는 「나나오 성으로 원군으로써 오다 군세 4만이 출진하였는데, 성이 함락되었다는 보고를 접하고, 히데요시는 싸우지도 않고 군진으로 돌아와버렸다」(七尾城への援軍として織田勢4万が出陣したが、落城の報に接し、秀吉は戦わずして帰陣した)라고 기술되어 있다.
메이지 시대(明治時代)에 이르러 편찬된 『대일본사료』(大日本史料)에는 데도리강에서 합전이 벌어졌고, 오다측 군세가 대패했다고 하는 기술을 채용하지 않았다. 『덴쇼 5년 9월 23일, 우에스기 겐신、가가 미나토가와(加賀湊川)에 출진하고, 거듭, 노부나가의 장수 시바타 가쓰이에 등, 병사를 거느려, 이 날, 겐신이 이를 추격하였다』(天正5年9月23日、上杉謙信、加賀湊川に出陣す、仍りて、信長の將柴田勝家等、兵を班す、是日、謙信、之を追撃す, 역대고안 ・ 사소 문서笹生文書 ・ 원본 신장기原本信長記 ・ 호쿠에쓰 군기北越軍記 ・ 월등가삼주지越登賀三州志 ・ 상산기담)라고 기술되어 있다.
일본의 사학자 이노우에 데쓰오(井上鋭夫)는 저서 『잇코잇키의 연구』(一向一揆の研究, 깃카와 고분칸吉川弘文館)에서 덴쇼 5년 9월 25일(이노우에의 주석이 있다)에 겐신측에 대해 형부경(刑部卿) 호안(法眼)인 시모쓰마 라이렌(下間頼廉)이, 노미 군(能美郡)의 하타모토(旗本)인 우쓰로 단바(宇津呂丹波)의 내자 호리 사이조(堀才助) 앞으로 보낸 편지에서 '야습(夜襲)'에 대해 감복하는 내용을 적고 있어서, 오다와 우에스기 양측 사이에 야간 전투가 있었다고 하고 있다.

## 전투에 관한 서장

### 역대고안(歴代古案)
9월 19일자 우에스기 겐신의 편지(역대고안)
本文「、十八、賀州湊川迄取越、藪万驚騎陣取候所ニ、両越・能之諸軍勢爲先勢差遣、謙信事も直馬候処ニ、信玄（長）、謙信後詰迄聞届候哉、當月廿三夜中ニ令敗北侯処ニ、乗押付、千余人討捕、残者共悉河へ追籠候ケル、折節洪水、無瀬、人馬不抄押流侯、誠如此之萬方仕合、年來之信心観喜迄候、而信長打出候間、一際可有之与令校量処ニ、安外ニ手弱之様体、此分ニ候ハ、向後天下迄之仕合心安候、」
越佐史料
天正　六年（一五七八）　　上杉謙信書状
乍便札、及一翰候、仍晴朝、越山度々催促、尤雖得其意候、去秋迄能州無拠之間打懸、北国之是非候之条、専彼国令取刷候キ、先書幾度如啓之、能・越・賀存分之侭ニ申付、越前も過半属手候条、此上者、到関左越山為可成之、先月従十九日令陣触、無油断其支度申付候、左様ニ候得者、慥麦秋敵地郷損可然候歟、畢竟如先年義重家中衆、我侭ニ手筋陣場被嫌候而者、有其詮間敷候之間、父子晴朝へ有入魂調儀落着、其上謙信事も其行輒候、猶北条丹後守（景広）父子可申候、以上、
二月十日　　　　　　　謙信（花押）
○宛所欠
（『上越市史　別編１　上杉氏文書集一』一三七四、越佐史料巻五所収）

### 북징유문(北徴遺文)
시모쓰마 라이슌의 편지(북징유문에서)
本文「今度夜討之刻、首討捕高名之旨、具遂披露候。御感被思召候通、能々可申舌旨被仰出候。向後弥々可被抽忠節事　肝要候。恐々謹言。五月廿五日 頼介判 堀才介殿」
본 문서는 그 작성된 해를 알 수 없고 날짜는 5월 25일로 되어 있는데(『北徴遺文文書目録』), 이노우에 데쓰오는 5월은 9월을 잘못 쓴 것이라고 보아 그 편지가 작성된 해를 덴쇼 5년으로 비정하였다. 다만 5월을 9월의 오기로 보는 근거에 대해서는 제시하지 않았고, 이 문서 안에 25일의 5와 5월의 5는 필적이 거의 같다는 것으로, 시모쓰마 라이슌(下間頼純)의 서장에 표기된 9월과 비교해도 5월과 9월은 확실하게 그 쓴 것을 알아 볼 수 있어 편자인 모리타(森田)가 필사한 것이 틀렸다는 근거로는 확실하지 못하다.
다음은 북징유문에 실려 있는 시모쓰마 라이슌(下間頼純) ・ 시모쓰마 라이렌의 서장의 일람(권말의 문서 목록으로부터)이다.
| 번호  | 문서 이름            | 연대          | 월일                  | 발송지                 | 수신지         | 교전 장소(문서 중에 유출)             |
| ----- | -------------------- | ------------- | --------------------- | ---------------------- | -------------- | ------------------------------------- |
| 10001 | 시모쓰마 라이슌 서장 | 덴쇼 8년      | 인월(卯月) 삭일(朔日) | 侍従法橋頼純判         | 堀五兵衛殿     | 金沢表：이시카와현 가나자와 시        |
| 10002 | 시모쓰마 라이슌 서장 | 덴쇼 5년?     | 9월 14일              | 侍従法橋頼純判         | 宇丹内堀才介殿 | 粟津口：이시카와현 고마쓰 시          |
| 10003 | 시모쓰마 라이렌 서장 | 연대 미상 650 | 5월 25일              | 頼介（廉）判           | 堀才介殿       | 교전 장소 불명, 기재 없음             |
| 10004 | 시모쓰마 라이렌 서장 | 덴쇼 5년      | 12월 8일              | 刑部卿法眼頼介（廉）判 | 堀五兵衛殿     | 塩浜：加賀 江沼郡 대성사(大聖寺) 인근 |
| 10005 | 시모쓰마 라이렌 서장 | 덴쇼 5년?     | 12월 8일              | 刑部卿法眼頼介（廉）判 | 堀五兵衛殿     | 串村：加賀能美郡 ・ 고마쓰 시         |

- 교전 상대에 대해서는 문서에 일절 기재되어 있지 않다.
- 10003-10005의 시모쓰마 라이렌의 서장은 모두 야간 기습(夜討ちの)이라고 기술하고 있다.

『북징유문』은 일본의 향토역사연구가 모리타 시엔(森田柿園, 1823년 - 1908년)이 평생에 걸쳐 가가(加賀) ・ 노토(能登) ・ 엣추(越中) 이렇게 3개 구니의 지샤(寺社) ・ 여러 집안에 전래되어 오던 문서들을 필사하여 전10권의 책으로 엮은 문서집이다. 일본 중세 전기부터 에도 막부 번정(藩政) 시기에 걸쳐 811점의 문서가 서사되어 있는데, 제각기 편자 모리타의 해설 ・ 추정 연호 ・ 인물 비정 ・ 사료 소장처 등이 기록되어 있다. 서체나 벌레먹은 자국, 종이의 이음매 하나까지 충실하게 모사되어 있는 점이나, 현재는 그 원본이 소실되어 버린 문서까지 담겨 있어서 중요한 사료를 많이 게재하고 있는 것으로 가치가 평가되고 있다.